# Fauma Defril Jumra
Fauma Defril Jumra (* 24. September 1998) ist ein indonesischer Zehnkämpfer.

## Sportliche Laufbahn
Erste internationale Erfahrungen sammelte Fauma Defril Jumra bei den Asienspielen 2018 im heimischen Jakarta, bei denen er mit 6112 Punkten den siebten Platz belegte.
2017 und 2018 wurde Jumra indonesischer Meister im Zehnkampf.